# الزراعة في العراق

## المراكز البحثية
يوجد نوعين من المراكز البحثية في العراق، النوع الأول هي المراكز البحثية التابعة لوزارة الزراعة العراقية والنوع الثاني هي المراكز والوحدات البحثية التابعة لوزارة التعليم العالي والبحث العلمي العراقية والتي تعمل بالتعاون مع وزارة الزراعة. وفي اقليم كردستان تكون وزارة الزراعة والموارد المائية في الإقليم الجهة المسؤولة عن الابحاث الزراعية بشكل عام.

### وزارة الزراعة
تتمثل المراكز البحثية الزراعية في وزارة الزراعة بـ«دائرة البحوث الزراعية»، كما تحتوي دائرة الثروة الحيوانية في الوزارة على مشاريع بحثية متعلقة بالثروة السمكية. وبشكل عام فإن معظم دوائر وزارة الزراعة الأخرى تحتوي على أقسام بحثية.
- دائرة البحوث الزراعية: هي إحدى تشكيلات وزارة الزراعة العراقية تأسست عام 1979 ويقع مقرها الرئيسي في مدينة أبو غريب، بغداد. تهدف الدائرة إلى تطوير الإنتاج الزراعي، واجراء البحوث الزراعية النباتية والحيوانية. ترتبط بالهيئة ثمانية أقسام علمية، بالإضافة إلى أقسام إدارية وعلمية ساندة ترتبط بها محطات بحثية يبلغ عددها 25 محطة موزعة على محافظات العراق، بعضها معطل لأسباب أمنية وأخرى تتعلق بالحيازة والتجاوز عليها،[2] كما إن بعض هذه المحطات البحثية ترتبط اداريا فقط بدائرة البحوث الزراعية وفنيا بدائرة أخرى وهي محطة بحوث بيجي في محافظة صلاح الدين التي ترتبط فنيا بدائرة مكافحة التصحر ومحطة بحوث البرجسية في محافظة البصرة المرتبطة فنيا بدائرة البستنة والغابات.[3]

| القسم العلمي                      | المهام | المحطات البحثية المرتبطة بها ومساحتها بالدونم |
| --------------------------------- | --- | --- |
| قسم بحوث الثروة الحيوانية         | يقوم القسم بالدراسات والبحوث المسؤولة عن تطوير الجانب الحيواني، حيث يهتم ببحوث تطوير إنتاجية الدواجن والمجترات وزيادة إنتاجها وتحسين نوعيتها بالانتخاب أو التضريب وإنتاج الأبقار المحلية المحسنة مثل "أبقار الشرابي" وإنتاج طيور السمان بالإضافة إلى عمله على مشروع تحسين الجاموس في العراق. | - محطة أبحاث الدواجن، ابو غريب، بغداد. (75 دونم) - محطة أبحاث المجترات، أبو غريب، بغداد. (60 دونم) - محطة أبحاث الدوار، الأنبار. (1500 دونم) - محطة أبحاث الدبوني، واسط. (543 دونم) - محطة أبحاث الشعلة، بغداد.(متجاوز عليها) |
| قسم بحوث الذرة                    | يهدف القسم إلى تطوير زراعة الذرة الصفراء والبيضاء وتحقيق الإنتاجية العالية وتحسين صفاتها، وإدخال التكنلوجيا الحديثة واستعمالها بين أوساط المزارعين والفلاحين. | - محطة أبحاث الديوانية، القادسية. (113 دونم) - محطة أبحاث عطشانة، كركوك. (873 دونم) - محطة أبحاث القرنة، البصرة. (300 دونم) - محطة أبحاث داقوق، كركوك.                                                                        |
| قسم بحوث محاصيل الحبوب والبقوليات | القسم مسؤول عن تنفيذ الابحاث والدراسات العلمية المتعلقة بمجالات تربية وتحسين محاصيل الحبوب (الحنطة، والشعير) والبقوليات للحصول على أفضل التقانات الزراعية التي تؤدي إلى زيادة الإنتاج في وحدة المساحة وكذلك للحصول على الاصناف والسلالات التي تلائم البيئة العراقية. | - محطة أبحاث أبو غريب، بغداد. (1600 دونم) - محطة أبحاث الصويرة، واسط. (663 دونم) - محطة أبحاث الدوار، الأنبار. (1500 دونم) |
| قسم تطوير زراعة الرز              | يقوم القسم بإعداد برامج تربية وتحسين النبات عن طريق التهجين بين الأصناف المحلية والتراكيب الوراثية المدخلة واستقدام تراكيب وراثية جديدة من المراكز العالمية. ويقوم القسم بنقل التقنيات إلى مزارعي المنطقة الشلبية (محافظات النجف، القادسية، المثنى). | - محطة أبحاث المشخاب، النجف. (206 دونم) |
| قسم بحوث التربة                   | يعني القسم بدراسة المشاكل المتعلقة بالترب والمياه العراقية والقيام بالدراسات التي تخص هذا المجال وفي مجال التسميد الحيوي واستخدام التقنيات الحديثة في منظومات الري ورفع كفاءتها، وإجراء بحوث من اجل ايجاد أفضل التوليفات والتوصيات السمادية المعدنية للمحاصيل المختلفة. كما يقوم القسم بتقديم المشورة الفنية للشركات والمزارعين. | - محطة أبحاث الوحدة، بغداد. (200 دونم) - محطة أبحاث أبو غريب، بغداد. (1600 دونم) |
| قسم بحوث نينوى                    | يهتم القسم بالنشاطات البحثية في مجالات الثروة الحيوانية والمحاصيل الحقلية من خلال شعبة بحوث الثروة الحيوانية وشعبة بحوث محاصيل الحبوب والبقوليات. وإجراء التحاليل الكيميائية والفيزيائية للتربة والمياه والسماد واعطاء التوصيات الخاصة بها عن طريق شعبة بحوث التربة والمياه. وزراعة اشجار الفاكهة والخضروات وجلب اصناف اخرى لاجراء البحوث عليها بواسطة شعبة بحوث البستنة والغابات. وإنتاج الرتب العليا من بذور المحاصيل الحقلية واكثارها وادامتها. كما يضم القسم شعبة البذور ونقل التقنيات، وشعب بحوث وقاية المزروعات. | - محطة أبحاث تلعفر، نينوى. - محطة أبحاث ربيعة، نينوى.(متجاوز عليها) - محطة أبحاث درنجوخ، نينوى. |
| قسم بحوث الاقتصاد الزراعي         | يعد من أهم الأقسام العلمية في كافة المراكز والمؤسسات البحثة الزراعية، كما يوجد كقسم مستقل في جميع كليات الزراعة. وهو قسم مختص بدراسة وتحليل كل ما يخص الجوانب الاقتصادية والاجتماعية ذات العلاقة بنمو وتطوير كفاءة أداء القطاع الزراعي، ودراسة الجدوى الفنية والاقتصادية للبحوث ولكافة أقسام الهيأة في المجال النباتي والحيواني. | ــــ |
| قسم بحوث الوقاية                  | يهدف القسم إلى تنفيذ البحوث واجراء التجارب لايجاد حلول لمشاكل الأمراض والآفات الزراعية وإيجاد أفضل الوسائل الكيميائية والاحيائية الحديثة للحد من خطر الاصابة بهذه الآفات التي تهدد المحاصيل الحقلية والخضر والبساتين. كما يهتم القسم باختبار وتقييم المواد الكيميائية والزراعية كالمبيدات المنتجة داخل العراق أو خارجه واعطاء التوصيات المناسبة باستخدامها. | ــــ |

1. ↑  الدونم في العراق يعادل 2500 متر مربع.

### وزارة التعليم العالي والبحث العلمي
وتتمثل بالمراكز والوحدات البحثية للتخصصات الزراعية والبيطرية الموجودة في الجامعات والكليات العراقية وهي تعمل بالتعاون مع وزارة الزراعة. بالإضافة إلى ذلك توجد مراكز بحثية ذات تخصصات متداخلة تجري أبحاثاً ودراسات زراعية منها مركز دراسات الصحراء في جامعة الأنبار، ومركز بحوث الموارد الطبيعية في جامعة تكريت، ومركز أبحاث الأهوار في ذي قار.
| الجامعة                  | اسم المركز أو محطة أو الوحدة البحثية       | الكلية           |
| ------------------------ | ------------------------------------------ | ---------------- |
| جامعة بغداد              | وحدة الامراض المشتركة بين الانسان والحيوان | الطب البيطري     |
| جامعة بغداد              | وحدة المكافحة الاحيائية                    | الزراعة          |
| جامعة بغداد              | وحدة بحوث النباتات الطبية                  | الزراعة          |
| جامعة بغداد              | وحدة ابحاث النخيل                          | الزراعة          |
| جامعة البصرة             | مركز أبحاث النخيل والتمور                  | -                |
| جامعة البصرة             | وحدة النباتات الطبية والعطرية              | الزراعة          |
| جامعة القادسية           | مركز الخيول العربية الأصيلة                | -                |
| جامعة القادسية           | وحدة بحوث الامراض المشتركة                 | الطب البيطري     |
| جامعة كربلاء             | وحدة ابحاث الرزازة وغربي الفرات            | العلوم           |
| جامعة المثنى             | محطة الابحاث الزراعية الأولى               | الزراعة          |
| جامعة المثنى             | محطة الأبحاث الزراعية الثانية              | الزراعة          |
| الجامعة التقنية الشمالية | وحدة بحوث القطن                            | التقنية الزراعية |
| جامعة الموصل             | مركز بحوث الزراعة                          | -                |

### المراكز البحثية في أقليم كردستان
تتمثل المراكز البحثية في الأقليم بالمحطات البحثية التابعة لوزارة الزراعة والموارد المائية في كردستان العراق، أبرز هذه المراكز والمحطات البحثية توجد في أربيل وتشمل مركز الأبحاث الزراعية في عنكاوا البالغة مساحتها 4.5 دونم، ومحطة الابحاث الزراعية في حرير (24 دونم)، وفي قوشتبة (250 دونم)، وفي كردسر (240 دونم). يجري فيها بحوث وفحوصات زراعية على محاصيل القمح والعلف والزيوت الصناعية، كما يقام فيها فعاليات ونشاطات تدريبية لتطوير القطاع الزراعي في الأقليم. ومن المحطات البحثية في السليمانية هي محطة الأبحاث الزراعية «بيبيجك» في ناحية بازيان وهي تابعة إلى المديرية العامة للبحوث والإرشاد الزراعي في السليمانية، اما في دهوك فيوجد «مركز دهوك للابحاث» والذي يعمل بالتعاون مع المختبر البيطري المركزي ووزارة الزراعة ووزارة التعليم العالي والبحث العلمي في كردستان. كما تحتوي الكثير من الجامعات والكليات الزراعية والبيطرية في الأقليم على مراكز ومحطات ووحداث بحثية زراعية، منها محطة أبحاث كلية الزراعة والغابات في دهوك.

## اشجار الفواكه الصيفية
تشمل أهم اشجار الفواكه الصيفية اقتصاديا في العراق على اشجار العنب، والرمان، والتفاح، والمشمش، والزیتون، والعرموط (كمثرى)، والالوبالو، والتین، والكوجة، والخوخ، وتنتشر زراعتها بكثرة في المناطق الوسطى والشمالية من البلاد. في عام 2014 بلغ عدد اشجار فواكه الموسم الصيفي في العراق 22,357,133 شجرة أنتجت حوالي 565,795 طن، جاء في المرتبة الأولى العنب بإنتاج قدره 251,788 وهذا يشكل 44.50% من مجموع إنتاج أشجار الفواكه الصیفیة في العراق، تلاه الرمان 160,124 طن (28.30%)، ثم التفاح 63,376 طن (11.20%)، والمشمش 26,298 طن (4.65%)، والزيتون 24,768 (4.38%)، والكمثرى 13,686 طن (2.42%)، والالوبالو 11,408 طن (2.02%)، والتين 9,457 طن (1.67%)، والكوجة 2,499 طن (0.44%)، والخوخ 2,391 طن (0.42%). وعلى مستوى المحافظات تصدرت محافظة صلاح الدين الإنتاج والذي بلغ 240,466 طن يشكل 42.5% من إنتاج العراق، تلتها محافظة ديالى 177,559 طن (31.3%)، ثم بغداد 70,216 طن (12.4%)، والانبار 19,177 طن (3.3%)، ونينوى 18,337 طن (3.2%)، والنجف 13,207 طن (2.3%)، وبابل 10,086 طن (1.7%)، وكربلاء 6,350 طن (1.1%)، وواسط 6,166 طن (1.0%)، وكركوك 2,969 طن (0.5%)، وبنسبة أقل محافظات القادسية والبصرة والمثنى وذي قار وميسان على التوالي.

### العنب

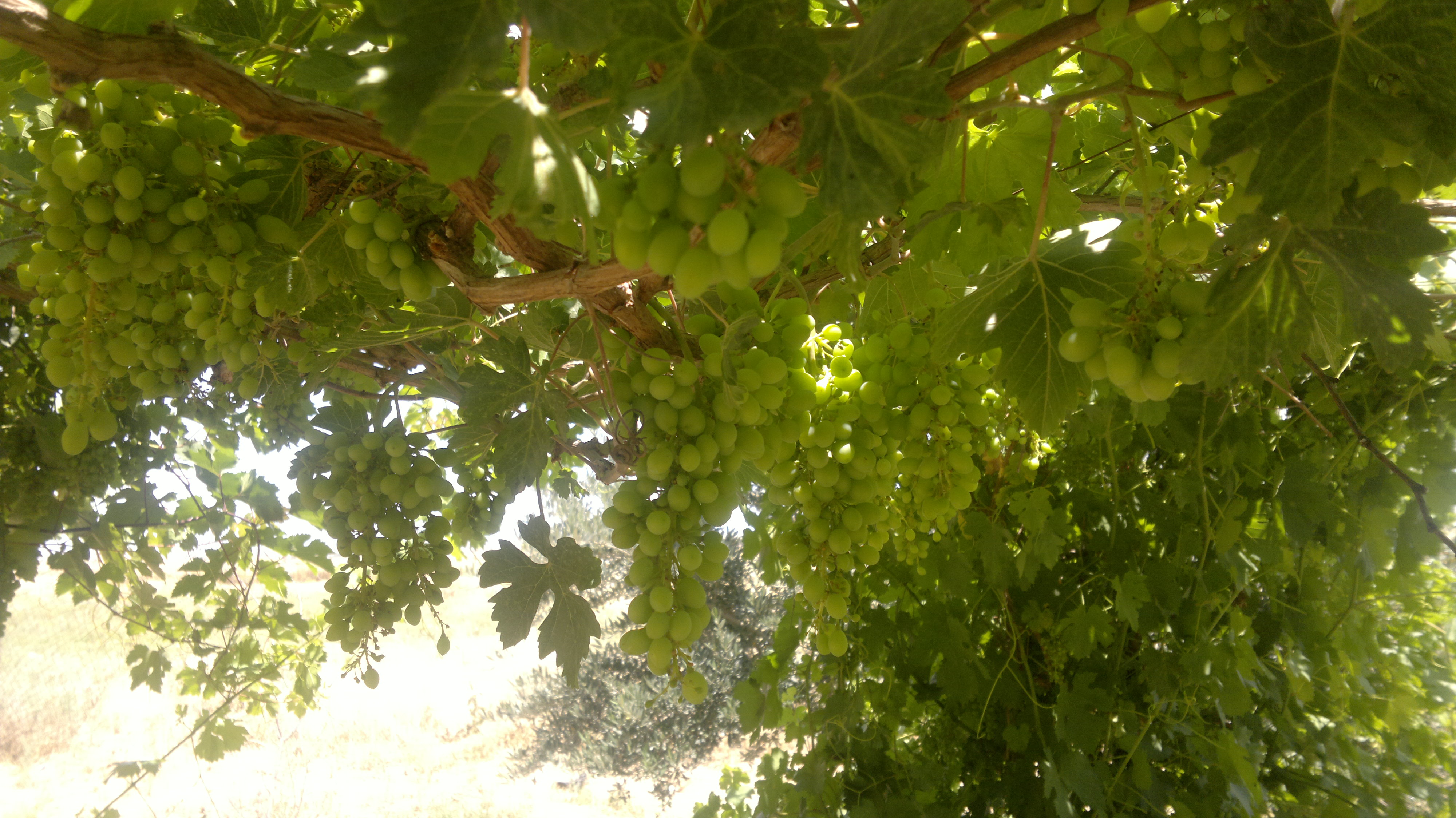
شجرة عنب في قرية "بلاوة" في محافظة كركوك شمال العراق.

يرجع تاريخ العنب في العراق إلى حوالي 3700 ق.م عند استيطان الإنسان في وادي الرافدين، حيث تم العثور على قدر كبير من الأدلة والكتابات التي تشير إلى تطور زراعة العنب وصناعة النبيذ في العراق القديم. فضلاً عن استخدام العنب كغذاء مباشر فإنه يستخدم أيضاً لعمل عصير العنب الطازج وكذلك لعمل الزبيب وعصيره الذي يعتبر من العناصر الرئيسية في موائد الإفطار الرمضانية في العراق وكذلك يستخدم في صناعة الخل وتستخدم اوراق اشجاره في اعداد الأكلات الشعبية مثل الدولمة. تنتشر زراعة العنب اقتصاديا في العراق في المنطقتين الشمالية والوسطى وبكميات اقل في المنطقة الجنوبية وهو نبات شائع في الحدائق المنزلية. تمتد فترة حصاده من منتصف يوليو في المنطقة الجنوبية وحتى اواخر سبتمبر في المناطق الشمالية. اصناف جنس العنب الاوربي "Vitis vinifera" هي الأكثر شيوعا في العراق ومن هذه الاصناف (راشميري، وراشميري وزها، وباي دانك عديم البذور، وطومسون عديم البذور، وتري رش، ورش ميوو، وراشميوو (مطوّل)، وطائفي، وكمالي، وسور سن، وكازو، وسارقولا، وزريق، وسوراو، وحلواني، وديس-العنز، وأويلكا، وسبي حجازي).
في عام 2014 احتل العراق المركز 34 عالمياً من حيث إنتاج العنب إذ انتج 251,788 طن وبمساحة محصودة بلغت 12,044 هكتار وعدد اشجار يقدر بحوالي 10,973,153 شجرة عنب. وبحسب مركز التجارة الدولي (ITC) في عام 2017 صدر العراق 41 طن من العنب بلغت قيمتها 77,000 دولار، في المقابل استورد 11,684 طن من العنب بلغت قيمتها 7,377,000 دولار، جاءت معظم هذه الاستيرادات من تركيا، ومولدوفا، والهند، ولبنان، وتشيلي، ومقدونيا، ومصر، والأرجنتين، والكويت، وهولندا.

### الرمان
يُعتقد ان شمال العراق وإيران هما الموطن الاصلي للرمان ثم انتشرت زراعتها بعد ذلك في الدول الأخرى، يستخدم الرمان في العراق لتحضير عصير الرمان وتصنيع دبس الرمان. تنتشر زراعة الرمان في العراق بسبب الظروف المناخية المناسبة وتوفر اشعة الشمس. يزرع في العراق 23 صنف من الرمان ابرزها هي (سليمي، وسالة خاني، ورمان حلو، ومسابق، وناب الجمل).

### نخيل التمر
يعد العراق من اقدم مواطن زراعة النخيل في العالم، إذا كان أول ظهور موثق لشجرة نخيل التمر في العالم القديم في مدينة اريدو التاريخية الواقعة في جنوب العراق (حوالي 4000 ق.م) والتي كانت منطقة رئيسية لزراعة نخيل التمر، كما يوجد في المتحف العراقي ختم يحتوي على رجلين بينها نخلة تمر يعود إلى عصر الاكديين (حوالي 2730 ق.م). وتحتوي مسلة حمورابي (حوالي 1754 ق.م) على سبع قوانين متعلقة بالنخيل منها قانون يفرض غرامات كبيرة على من يقطع نخلة، وقوانين أخرى تتعلق بتلقيح الاشجار وبالعلاقة بين الفلاح ومالك الأرض وعقوبات على الإهمال وعدم العناية حيث تَفرض على الفلاح ان يدفع ايجار البستان كاملا إلى المالك إذا سبب اهماله أو عدم عنايته بالاشجار إلى قلة إنتاج التمر. كان الاشوريون يقدسون أربعة اشياء هي نخلة التمر والمحراث والثور المجنح والشجرة المقدسة.

#### الاصناف
يوجد في العراق 627 صنفاً زراعياً من التمور منها حوالي 50 صنفاً تجارياً، ومن هذه الاصناف (ديري، بريم، جبجاب، برحي، خستاوي، مكتوم، أشرسي، أخو الخستاوي، أشرسي أسود، أشرسي هبهب، بربن، خصاب، مجهول، حلوة الجبل، زركاني، دقل، يونسي، قنطار، ليلوي، شكر، مريم، سلطاني، تبرزل، إبراهيمي، سعادة، إبراني، نهير السلي، أبو السويد، أبو فياض، حجى، أحمد دبس، أحمد شبلي، أحمر، أحمر حلاوي، أخت القسب، أخت بيدراية، أخظهرى، ازدادي، أزرقاني، أزرقي، أزون خوشلي، استعمران أو ساير، استعمران بحريه، إسحاق، اشراي، أشقر، أبيض، أشوط، أصابع العروس، أفندي، اكَشرهن، أم جنيح، أم أصابع، أم الأجربة، أم البخور، أم البلاليز، أم البيض، أم التنور، أم الجام، أم الجاموس، أم الحز، أم الدهن، أم العصافير، أم السمك، بنفشة، جمال الدين اصفر، جمال الدين احمر، حويز، خضراوي بغداد، خضراوي البصرة، خيارة، سبعة بذراع، سكري، سي صندلي، عبدلي، عويد، مطوك، مكاوي، ميرحاج، هورانية، موشم، مبكار، كركوكلي، كركاني، قيطاز، قل حسيني، قرنفلي، فرسي أصفر، عوينة أيوب، عون، عنجاصية، عسلي، شيلاني احمر، طماطية، شموسي، سقزي، زريقة، زبير، دكل قاسم، دكل طه، دكل بادمي، خلوقي، حيمر، بيرغ دار، بياع الملح أو خوا فروش، بهلولي، بني ربه، بنت البدر، بنت الباشا، بصراوي، باو أدم، الصالح). يشكل التمر الزهدي أكثر من نصف إنتاج العراق من التمور، ويرجع سبب ذلك لما تتميز به نخلة الزهدي من إنتاجيتها العالية والتي تتراوح ما بين 90 إلى 130 كغم، وكذلك تحملها الملوحة والجفاف والصقيع لفترات قصيرة، وهي سريعة النمو في البيئة العراقية، وتتميز تمور الزهدي بتحملها الخزن لفترات طويلة.

#### الاستخدامات
في العراق يدخل التمر ونخيله في الكثير من الصناعات منها ما يمكن القيام به داخل البيوت أو المعامل الصغيرة ولاتحتاج إلى رأس مال كبير وايدي عاملة كثيرة ومنها ما هو عكس ذلك. وهذه الصناعات تشمل:
- الصناعات الشعبية: وتتمثل بصناعة «السعفيات» أو «الخواصة» وهي من الصناعات الشائعة والقديمة في العراق، تنتشر في المناطق التي يكثر فيها النخيل، ويُستخدم فيها اوراق شجر النخيل «السعف أو الخوص» لصناعة الكراسي، والارائك، واسرة النوم، وأقفاص الدواجن وطيور الزينة، والمكانس والمراوح اليدوية، وسلال الطعام، والحصائر، والقبعات، والمظلات، وصواني الطعام، والحبال، والاكواخ، وغيرها. كما يستخدم الجذع كاعمدة للمنازل والسقوف.[31]
- الصناعات البسيطة: وتشمل كبس وتعبئة التمور يدوياً في البيوت والمعامل الصغيرة أو في المصانع الكبيرة.[30] وهي صناعة قديمة في العراق حيث كانت معروفة منذ عام 1888 عندما تم ادخال عدد من المكابس إلى البصرة لغرض تعبئة التمور وكبسها قبل تصديرها.[32]
- الصناعات التحويلية: تتمثل بصناعة السكر السائل والدبس، والكحول، والخل، والخميرة، والمركزات البروتينية.[30][33] يعد صنف الزهدي من أكثر التمور العراقية التي تدخل في الصناعات التحويلية لما يتميز به من كمية السكر الموجودة فيه.[29]
- صناعات أخرى: ومنها صناعة مربى التمر، والمخلل، وتمر الدين، وعجينة التمر، ومسحوق التمر. كما يدخل التمر في صناعة الحلويات الشعبية مثل الكليجة (المعمول)، ويعد صنف الخستاوي أكثر نوع يدخل في صناعة الحلويات.[30] ويستعمل صنفا الجبجاب والبريم لإنتاج «الخلال المطبوخ» وهو عبارة عن تمر ناتج من طبخ هذه الاصناف في الماء وهي في مرحلة البسر ثم تجفيفها تحت اشعة الشمس.[30] وكذلك يتم اعداد المدكوكة أو وهي عبارة عن حلويات يتم اعدادها بطحن التمر والسمسم مع بعض المنكهات مثل الهيل أو حبة الحلوة (الشمر) أو الجوز باستخدام الهاون والمدقة ثم تكويرها إلى كرات صغيرة، يعد تمر الزهدي مادة اساسية في اعدادها.[34] كما انه من الممكن ان يستعمل نوى التمر في صناعة القهوة أو استخلاص الزيت منه أو يمكن ان يستعمل بعد سحقه وخلطه علف للحيوانات.[30]صورة لبستان نخيل في مدينة الفاو، محافظة البصرة. يظهر فيها الزراعة التحتية لبعض أنواع النباتات.

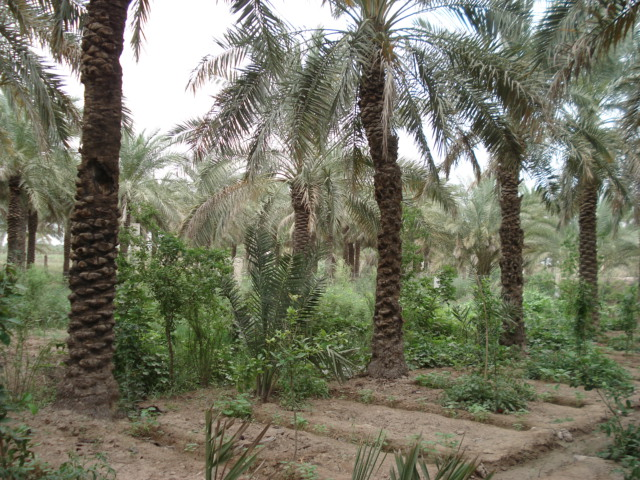
صورة لبستان نخيل في مدينة الفاو، محافظة البصرة. يظهر فيها الزراعة التحتية لبعض أنواع النباتات.

ولا تقتصر اهمية النخيل الاقتصادية على إنتاج التمور وانما لها دور في تحسين البيئة. كما إنها تشكل غطاءاً لحماية اشجار الفواكه والحمضيات في المنطقة الوسطى والجنوبية من العراق، حيث تعمل على توفير الظل الكافي والحماية من اشعة الشمس وكذلك تعمل على صد الرياح وتقليل تاثيراتها الفسيولوجية والميكانيكية على الاشجار، حيث تنتشر في العراق ثلاث انماط لزراعة التمور، وهي:
- النظام المكثف: يتواجد فيه ثلاث طبقات أو مستويات زراعة وهي المستوى الأولى (اشجار نخيل التمر)، والمستوى الثاني ( الاشجار المثمرة)، والمستوى الثالث (تمثله الزراعة التحتية «محاصيل الحبوب، والخضروات، والمحاصيل العلفية»).
- النظام المتسع: يتواجد فيه طبقتين زراعيتين وهي المستوى الأول (اشجار نخيل التمر)، والمستوى الثاني (تمثله الزراعة التحتية «محاصيل الحبوب، والخضروات، والمحاصيل العلفية»).

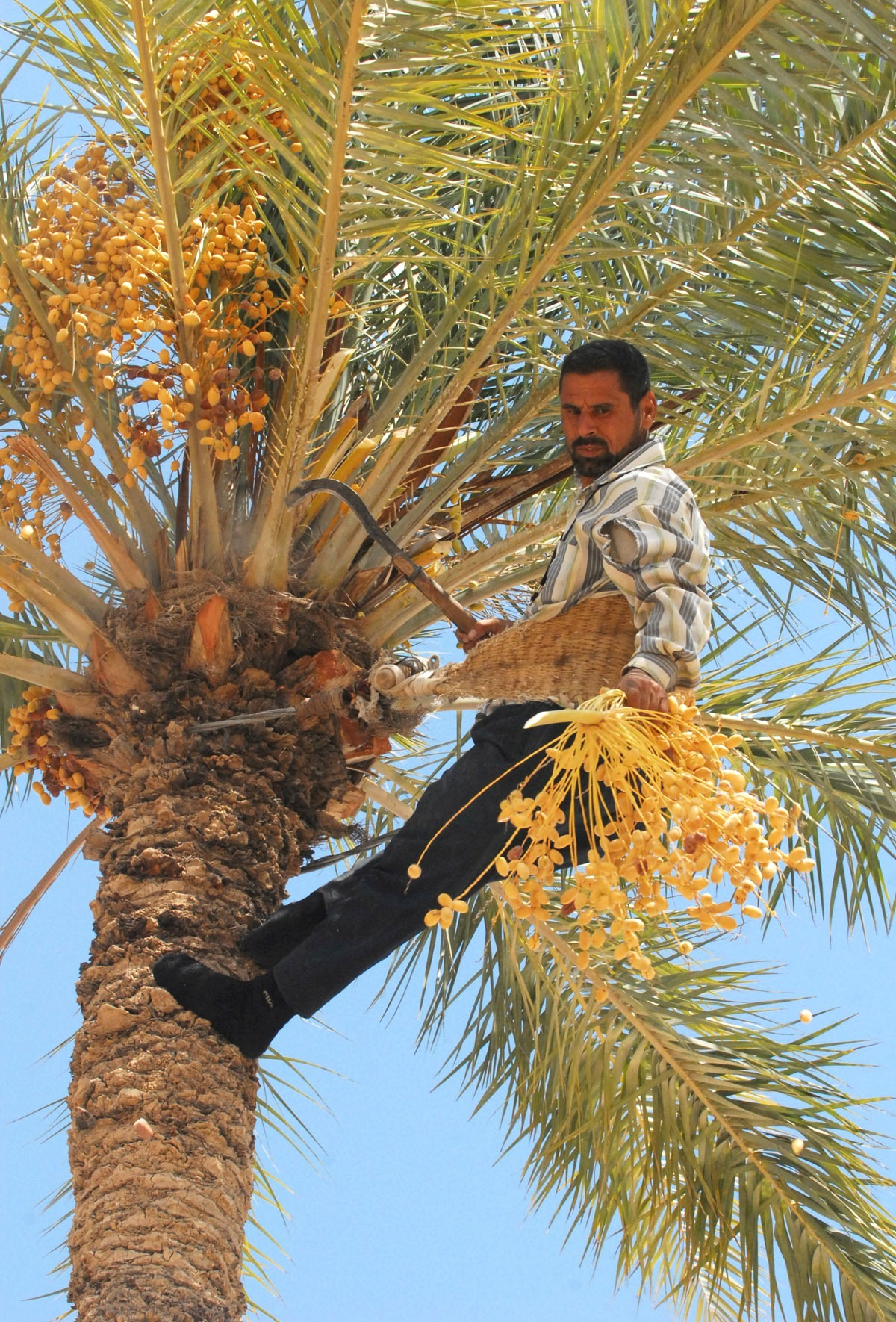
رجل عراقي يحصد التمور في مدينة الرمادي، محافظة الانبار. تسمى هذه المهنة في العراق «صاعود النخل».

- أشجار النخيل + أشجار الفاكهة

#### الإنتاج
تاريخيا يعد العراق من رواد المنتجين في العالم والمصدرين للتمور، اذ يعتبر التمر عنصر اساسي في النظام الغذائي في العراق. تنتشر زراعة النخيل اقتصاديا في العراق في 13 محافظة من أصل 18 محافظة ووهذه المحافظات تشمل: البصرة، وميسان، وواسـط، وذي قار، والمثنى، والقادسية، والنجف، وكربلاء، وبابل، والأنبار، وبغداد، وديالى، وصلاح الدين. في عام 2014، بلغ عدد أشجار النخيل في العراق 16,823,052 نخلة ، منها 16,299,832 نخلة من الإناث. بلغ مجموع الاشجار المُنتِجة فعلاً 10,474,620 نخلة. جاءت محافظة ديالى اولاً بعدد نخيل بلغ 2,985,516 نخلة، تلتها محافظة بغداد 2,717,425 نخلة، في حين احتلت محافظة بابل المركز الثالث بعدد نخيل بلغ 2,011,312 نخلة. في نفس العام أحتل العراق المرتبة الخامسة عالميا في إنتاج التمور بعد كل من مصر وإيران والجزائر والمملكة العربية السعودية، بإنتاج بلغ 662,447 طن وبمساحة محصودة بلغت 235,490 هكتار، وهذا يشكل 8.7% من الإنتاج العالمي للتمور. جاءت محافظة بغداد اولاً بإنتاج قدره 110,050 طن، تلتها محافظة بابل 102,430 طن، ثم محافظة كربلاء في المرتبة الثالثة بإنتاج قدره 79,200 طن، أما بقية المحافظات فيشكل إنتاجها من التمر ما نسبته 55.9% من مجموع إنتاج العراق. اما من ناحية الاصناف فتصدر التمر الزهدي الإنتاج بحوالي 360,640 طن، تلاه الخستاوي 77,150 طن، ثم الخضراوي 29,170 طن، فالساير 25,820 طن، والديري 23,810 طن والحلاوي 23,720 طن، وأنواع أخرى من الاصناف بلغ مجموع إنتاجها 122,140 طن.

عادة ما يتم حصد التمور من اواخر شهر أغسطس/آب وحتى منتصف شهر تشرين الثاني/نوفمبر، حسب الصنف والظروف المناخية ومرحلة نضج الثمار. وتبدأ عملية التصدير من منتصف شهر أيلول/سبتمر من كل عام وتستمر حوالي أربعة أشهر. حسب مركز التجارة الدولي (ITC)، في عام 2014 صدر العراق 362,492 طن من التمور بلغت قيمتها 135,388,000 دولار أمريكي، ذهب 51.7% من الصادرات إلى الإمارات العربية المتحدة والتي بلغت 187,734 طن قدرت بحوالي 56,847 الف دولار، تلتها الهند 149,811 طن (62,313 الف دولار)، ثم المغرب 8,263 طن (2,916 الف دولار)، والصين 4,792 طن (1,336 الف دولار)، وباكستان 3,749 طن (1,906 الف دولار)، واليمن 2,946 طن (674 الف دولار)، ولبنان 2,168 طن (941 الف دولار)، والأردن 1,065 طن (783 الف دولار)، وسريلانكا 611 طن (272 الف دولار)، ومصر 592 طن (6,600 الف دولار)، واندنوسيا 140 طن (119 الف دولار)، وقطر 81 طن (64 الف دولار)، والمملكة المتحدة 78 طن (40 الف دولار)، وبنسبة اقل ألمانيا وتركيا وماليزيا وفرنسا والولايات المتحدة الأمريكية والنرويج واوكرانيا والبحرين وأستراليا وكندا وكينيا وجنوب أفريقيا والكويت وسنغافورة. في المقابل استورد العراق 8,440 طن من التمور بلغت قيمتها 14,223 الف دولار، جاء 97.3% من الاستيرادت من إيران والتي بلغت 8,218 طن قدرت قيمتها بحوالي 13,753 الف دولار، تلتها الإمارات 90 طن (142 الف دولار)، ثم المملكة العربية السعودية 66 طن (303 الف دولار)، وبنسبة اقل من مصروالاردن ولبنان. وبسبب وفرة الإنتاج المحلي والاكتفاء الذاتي فان وزارة التجارة لا تمنح أي اجازات لاستيراد التمور، وبحسب تصريح الوكيل الفني لوزارة الزراعة عام 2015 فان التمور الاجنبية الموجودة في العراق هي تمور تم استيرادها بطرق غير قانونية وغير رسمية.

#### الشركة العراقية لتصنيع وتسويق التمور
حتى عام 1952 كانت عملية تسويق وتجارة التمور في العراق تتم بحرية. بعدها برزت فكرة لانشاء شركة عراقية تنظم عملية تسويق التمور وتصديرها فظهرت تنظيمات منها شركة تجارة التمور العراقية المحدودة في البصرة 1952، والجمعية التعاونية لمنتجي تمور المنطقة الوسطى 1960، ومصلحة التمور العراقية 1961. ثم ظهرت محاولات بعد عام 1968 لانشاء مؤسسة مركزية واحدة لجمع متطلبات خدمة ورعاية النخيل والتمور فتم بذلك تأسيس «المؤسسة العامة للنخيل والتمور العراقية» عام 1970، الغي بعد تأسيسها مصلحة التمور العراقية. بعد عام 1979 كان الهدف يقضي بايجاد هيئة متخصصة للقيام بالنشطات المتعلقة بالتمور ولذلك انشأت «هيئة التمور العراقية» عام 1980 والتي حلت محل مصلحة التمور العراقية الملغاة. في عام 1988 شكلت لجنة لمناقشة موضوع ايجاد بديل لهيئة التمور العراقية تنظم عمليات تسويق التمور بشكل أفضل حيث تم تأسيس «الشركة العراقية لتصنيع وتسويق التمور» وهي شركة مساهمة مختلطة باشرت اعمالها بتاريخ 1 سبتمبر 1989 وهي مازالت قائمة واعمالها امتداد لمهام واعمال هيئة التمور العراقية.
مهام الشركة تشمل استلام كمياتها من التمور بحسبب خططها السنوية وشراء الفائض منه، وتسويق التمور والمنتجات الأخرى داخل العراق وخارجه والترويج لها كفتح المكاتب والفروع وكذلك اقامة الندوات والمعارض والمساهمة فيها، وتطوير وتحسين عمليات كبس وتصنيع وتعبئة التمور واستيراد الوسائل اللازمة للإنتاج والتصنيع بما فيها الأجهزة والمعدات ومواد التعبئة والتغليف، وتحديد واعداد مواصفات ونوعية واسعار التمور المعدة للتصدير بالإضافة إلى تحديد اسعار التمور المعدة للتسويق الداخلي، وتأسيس الشركات والمشاريع المختصة بالنخيل والتمور ومشتاقتها واصدار اجازات الكبس والشهادات الأخرى المتعلقة بالتمور، والتعامل مع المصارف والمؤسسات المالية والاقتصادية وفتح الحسابات والحصول على التسهيلات، وهي تمتلك حق تملك العلامات التجارية وبراءات الاختراع، كما انها تصنع المنتجات المتعلقة بالتمور ومخلفاتها مثل الاعلاف.
للشركة فروع في محافظات بغداد (الشالجية، 21 دونم)، وديالى (بعقوبة، 20 ودنم)، وبابل (حي الجزائر، 11 دونم)، وكربلاء (حي المعلمين، 45 دونم)، والنجف (الشامية، 8 دونم)، وفي محافظة البصرة يقغ مقر الفرع في منطقة العشار (2 دونم) والمكبس في منطقة الهارثة (58 دونم). وتمتلك مخازن بطاقة استيعابية يبلغ مجموعها 55 الف طن.

#### مشاكل الإنتاج وتأثيرات الحروب

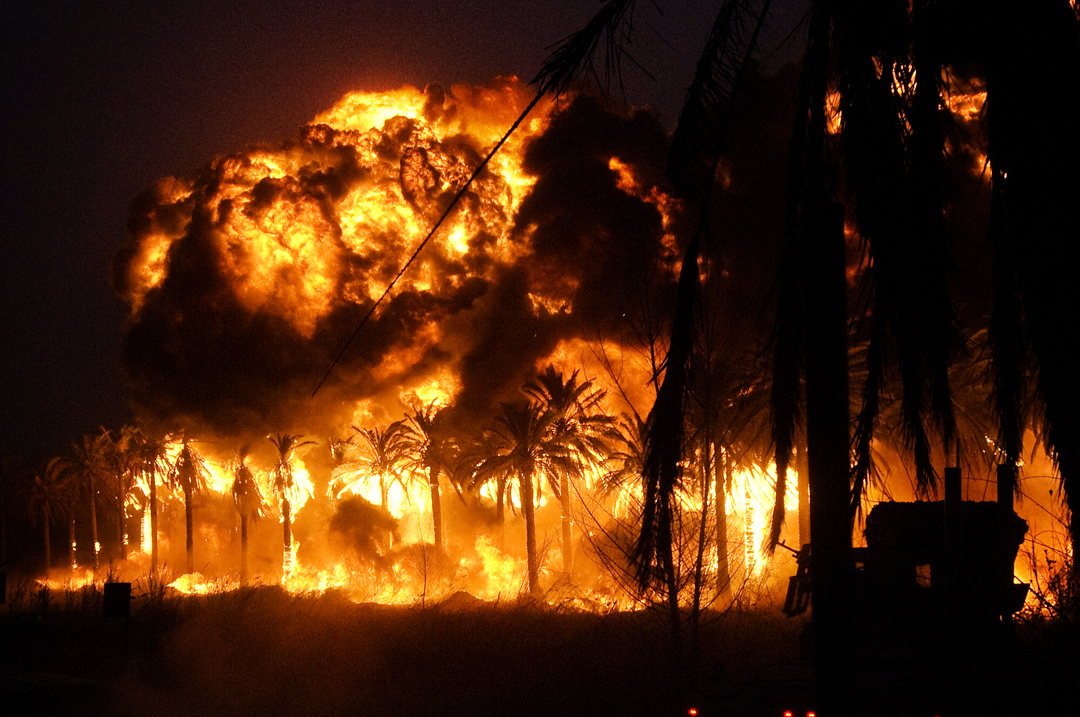
حرق قوات التحالف لقسم من بستان نخيل في العراق لأجل اختبار عملية بحث جديدة عام 2008.

يتميز إنتاج التمور واعداد النخيل بالعراق بالتذبذب من فترة إلى أخرى فبعد ان بلغ عدد اشجار النخيل في العراق حوالي 32.36 مليون نخلة في عام 1952 انخفض هذا العدد إلى 16.25 مليون نخلة في عام 1994 ومن ثم انخفض العدد إلى 9 ملايين نخلة في عام 2009، ولكنه عاد ليرتفع إلى 15 مليون نخلة في عام 2012. كما كانت البصرة يوما موطنا لـ13 مليون نخلة، انخفض هذا العدد حسب احصاءات عام 2017 إلى 1.2 مليون نخلة فقط. وسبب هذا التفاوت هي ظروف ابرزها قلة المياه وارتفاع ملوحة المياه والتربة في المناطق الجنوبية وجفاف معظم الأراضي والتصحر، واحراق العديد من البساتين في الجنوب، بالإضافة إلى هجرة الايادي العاملة في الزراعة من الريف إلى المدينة بسبب ضعف المردود الاقتصادي مقارنة بفرص العمل المتاحة في مراكز المدن، والزحف العمراني على بساتين النخيل. وكذلك الإهمال وتدني الخدمة لاشجار النخيل من حيث إجراء عمليات الخدمة المختلفة وخاصة عمليات الحراثة، ومكافحة الاعشاب والافات الضارة التي تسبب موت اشجار النخيل أو تقليل إنتاجيتها أو جودتها، والتسميد، والري، وعلميات خدمة رأس النخلة. واستخدام الوسائل والالات البدائية، وكذلك السياسة السعرية وانخفاض العائدات المالية مقابل تكلفة عمليات الخدمة حيث ان عائد التمر لا يسد تكاليف زراعته في بعض الاحيان، وتهريب الاصناف الجيدة إلى خارج البلد.
من الاسباب الأخرى التي ادت إلى التفاوت في إنتاج التمور واعداد النخيل هي الحروب حيث تسببت الحرب العراقية الايرانية (1980-1988) بتجريف العديد من البساتين في المحافظات الرئيسية المنتجة للتمور خصوصا في البصرة والمناطق الجنوبية والجنوبية الشرقية من العراق المحاذية لايران والتي كانت مسرحا للعمليات العسكرية.
كما انخفض تصدير العراق للتمور خلال الفترة (1990-1999) إلى 58,200 طن بعد ان كان 264,225 طن خلال الاعوام (1970-1979) نتيجة للحصار الدولي على العراق بسبب حرب الخليج الثانية على الرغم من ان هذا الحصار اعطى نتائج ايجابية على إنتاج التمور، اذ جعل التمور مادة غذائية اساسية زاد الطلب عليها في فترة الحصار مما ادى إلى ارتفاع اسعارها في الاسواق المحلية ولذلك زادت العناية بخدمة النخيل ورفع إنتاجية النخلة من 32 كغم في الفترة 1977-1993 إلى 64.4 كغم في عام 1995 وارتفاع الإنتاج من 446.3 الف طن في الفترة 1977-1993 إلى 881 الف طن عام 1995.

وقام الغزو الأمريكي للعراق عام 2003 بالقضاء على مساحات اضافية من البساتين، نتيجة لعمليات تجريف البساتين التي قامت بها الولايات المتحدة في الارياف والمدن وازدياد قطع الاشجار كاجراء امني خشية وجود مسلحين يحتمون في البساتين خلف النخيل والاشجار. كما انخفض عدد المصانع من 150 قبل الغزو الأمريكي إلى 6 مصانع في عام 2009، وتعبأ أغلب التمور العراقية الآن في دولة الإمارات العربية المتحدة.

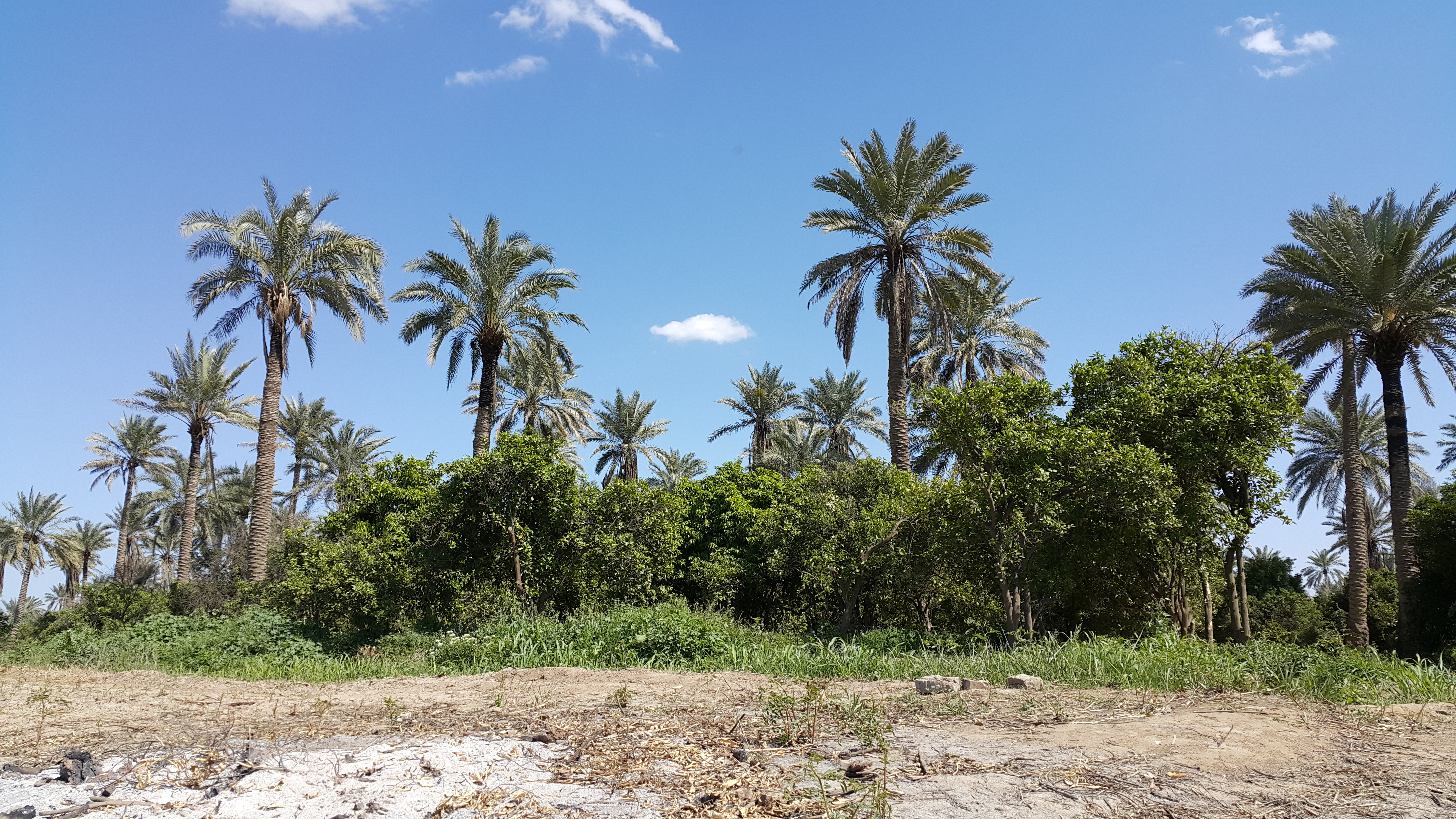
بستان نخيل في محافظة كربلاء.
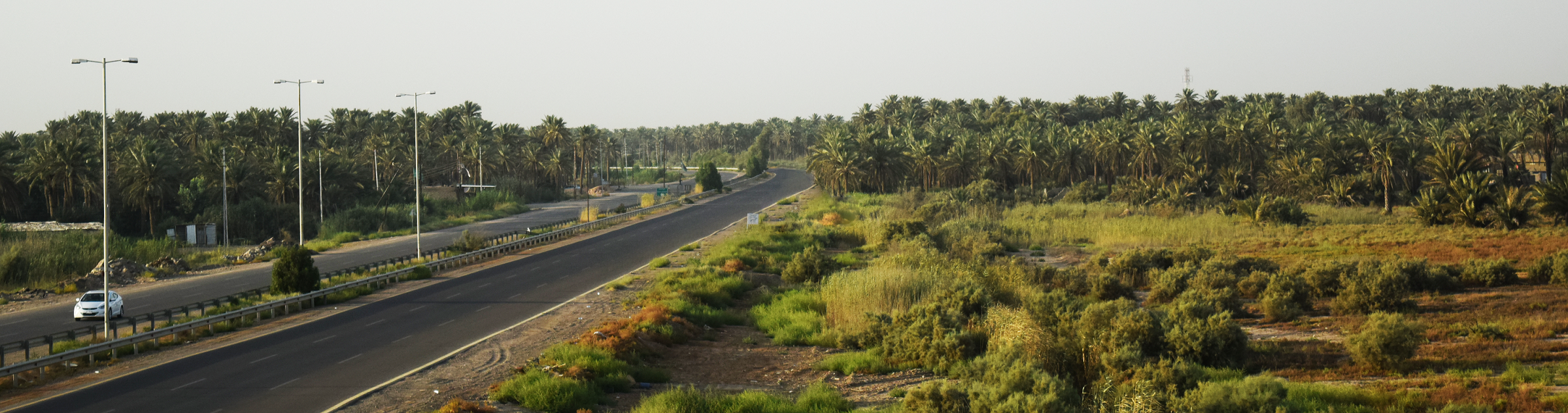
بساتين النخيل في قضاء المحمودية جنوب محافظة بغداد، العراق.
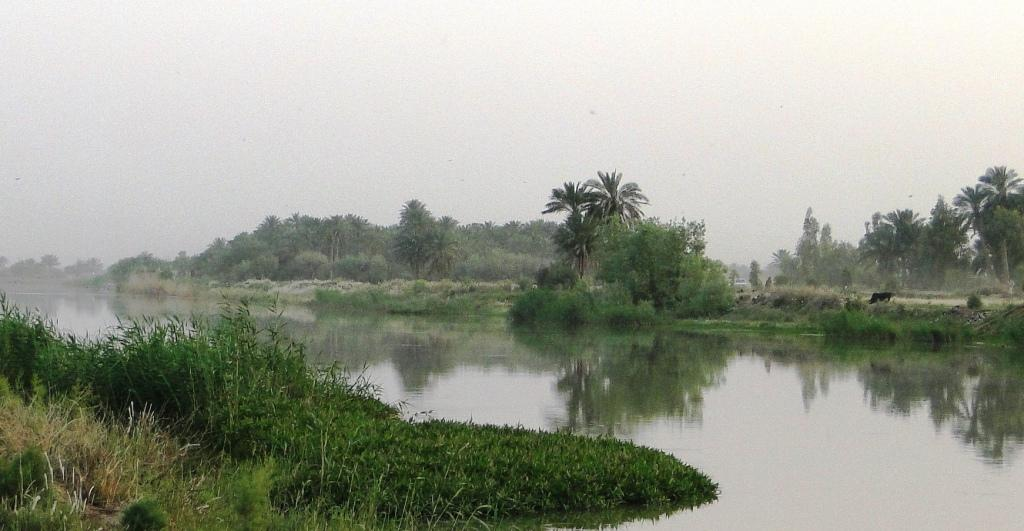
زراعة النخيل على ضفاف نهر الغراف في مدينة الرفاعي، محافظة ذي قار.
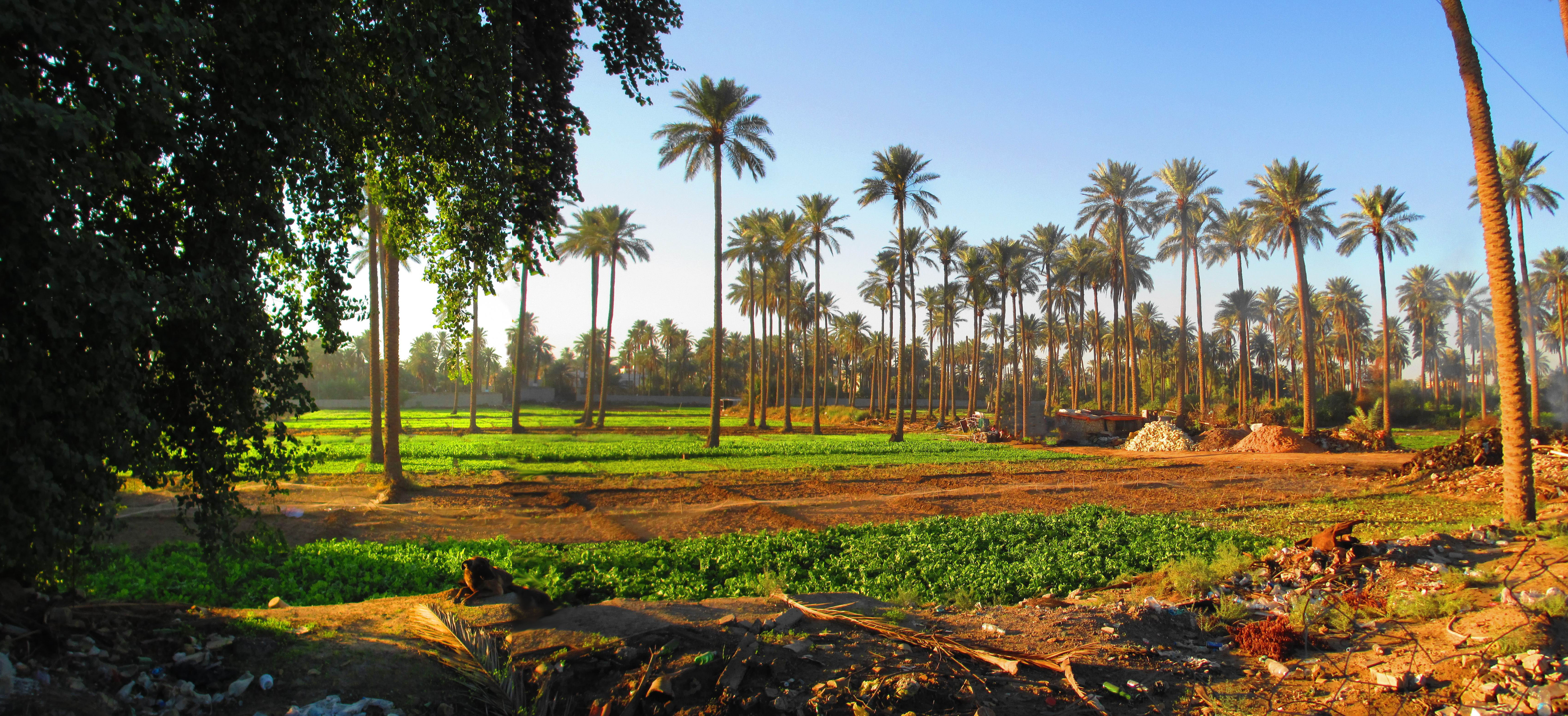
مزرعة نخيل في منطقة الصليخ شمال مدينة بغداد، محافظة بغداد.

## الدواجن

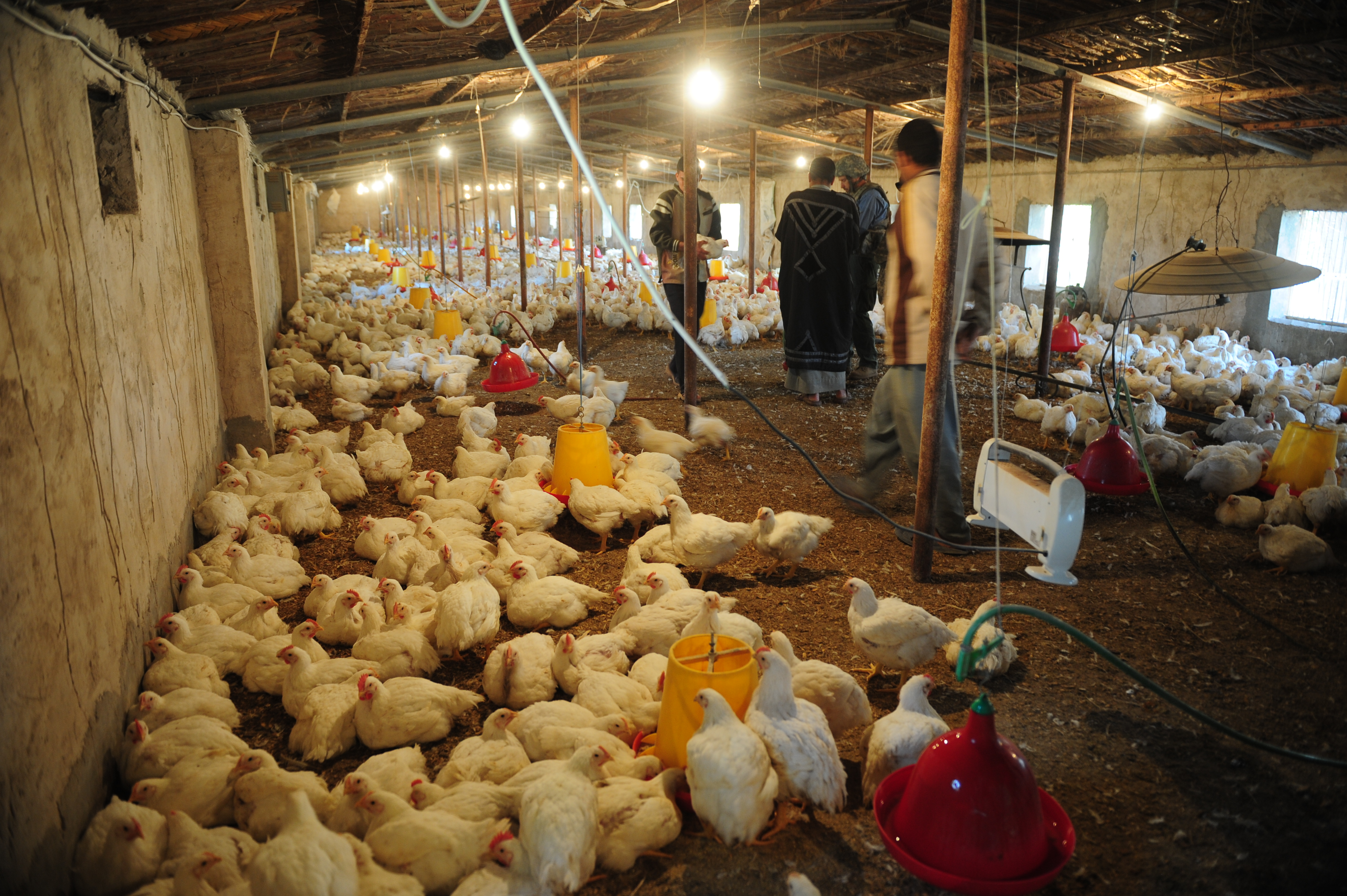
حقل دواجن في منطقة الزعفرانية، بغداد

تشكل الدواجن جزء اساسي من الثروة الحيوانية في العراق، يأتي دجاج اللحم في مقدم الدواجن لأهميته الغذائية والتجارية والصناعية، بدأ إنتاج الدواجن في العراق بشكل مكثف في بداية القرن العشرين عندما إستورد إبراهيم باشا عام 1905 حاضنة من فرنسا وانشئ مشروعه الصغير بالقرب من الموصل. في عام 1922 قام أكوب بونجيفان بشراء أربع حاضنات بيض سعة كل منها 80 بيضة مستوردة من لندن، وقام بشراء بيض التفقيس من السوق المحلية وأنشئ مشروع للطيور الداجنة على مساحة 4000 متر مربع في مدينة الحلة، حصل بونجيفان على المعلومات الكافية لانشاء المشروع بالاعتماد على كتب باللغة الإنكليزية حول إنتاج الدواجن والمعرفة البيطرية المتوفرة. أقيم في الرستمية عام 1930 مشروع لتربية الأصناف المحلية من الدجاج أنتقل المشروع في عام 1939 إلى منطقة أبو غريب. أنشئ في اليوسفية عام 1948 مشروع للطيور الداجنة أهمل أمره في النهاية بسبب مواجهته لصعوبات عديدة منها تسويقية أدت إلى خسائر كبيرة. في الخميسنيات بدء التوجه نحو توسيع القطاع الخاص وتهيئة الكوادر الفنية فانشأت لهذا الغرض بعض المشاريع الإنتاجية التعليمية، في الستينيات بلغ إنتاج مشاريع الطيور الداجنة نحو مليون فروجة لحم سنوياً. انشئت في عام 1965 الشركة العامة للدواجن، في عام 1973 انشأت ثلاث شركات تتوزع على مناطق العراق وهن الشركة العامة للدواجن (الشمالية، الوسطى، الجنوبية) ضمت هذه الشركات 18 مشروعاً لإنتاج فروج اللحم و8 مشاريع لإنتاج البيض، حصلت هذه المشاريع على الاهتمام والدعم لكافة مفاصل الإنتاج من قبل الحكومة في الخطط التنموية خلال الفترة (1976-1985) لرفع متوسطة حصة الفرد العراقي من المنتجات الحيوانية، حيث بلغ عدد مشاريع الطيور الداجنة في الثمانينات أكثر من 8500 مشروع، ووصل الإنتاج في نهاية الثمانينيات إلى 226,600 طن من لحوم الدواجن و1,837 مليون بيضة. في عام 1989 بيعت جميع المشاريع الحكومية الزراعية إلى القطاع الخاص، ونتيجة للحصار الاقتصادي الذي فرض على العراق بسبب حرب الخليج الثانية لم تستطع هذه المشاريع تطوير إنتاجها أو الاستمرار بعملها فأُغلقت ومُنع تشغيلها وتم تهديم اغلبها وبيعت موادها كأنقاض في السوق المحلية وتوقف استيراد الأعلاف والأدوية وغيرها من المواد الداخلة في صناعة الدواجن، فأنخفض الإنتاج وبلغ عام 1991 ما يقارب 10,800 طن من لحوم الدواجن و362 مليون بيضة مائدة واستمر الإنتاج بالانخفاض والتذبذب حيث بلغ في عام 1997 حوالي 3,800 طن من اللحوم و473 مليون بيضة. بدأت الشركة العامة لخدمات الثروة الحيوانية وبالتعاون مع منظمة الأغذية والزراعة (FAO) في عام 1998 العمل ببرنامج إعادة تأهيل مشاريع الدواجن الذي ساهم بدعم المنتجين والمربين وإعادة تأهيل وتشغيل مشاريع الدواجن والذي استمر إلى عام 2003 فأرتفع عدد مشاريع دجاج اللحم المنتجة فعلاً من 265 مشروع عام 1997 إلى 1029 مشروع عام 1998 ووصل إلى 2822 مشروع عام 2001، ووصل الإنتاج في عام 2002 إلى 106.600 طن من اللحوم و1,059 مليون بيضة.
ظهر بعد الحرب العالمية الثانية هاجس لدى المربين في العالم نحو إنتاج سلالات هجينة بدلاً من السلالات النقية وذلك لتحسين الإنتاج، حاول بعض الباحثين في العراق ادخال السلالات الأجنبية النقية من الدجاج مثل دجاج اللجهون الابيض ( White leghorn ) ودجاج الرود ايلاند الاحمر ( Rhode Island Red ) ودجاج نيوهابمشير (New Hampshire) وتزويجها مع الاصناف المحلية فظهرت السلالة العراقية الهجينة «فاوبرو» في مطلع الثمانينات، كما ظهرت في العالم سلالات هجينة اخذت اسماءها من الشركات المنتجة لها، من أهم هذه السلالات الهجينة لدجاج اللحم التي رُبيت في العراق هي (لوهمان "Lohmann"، روس "Ross"، إيزا "ISA"، وتترا "Tetra"، هابرد "Hubbard"، هايبرو "Hybro"، شيفر "Shaver")، أما سلالات الدجاج البياض فتقّسم على أساس قشرة البيض المنتج إلى سلالات بنية (هايسكس البنية "Haysex Brown"، هاي لاين البنية "Hy-line Brown"، إيزا البنية "ISA Brown"، هابرد "Hubbard") وسلالات بيضاء (إيزا بابكوك ب 300 "ISA Babcock B 300"، أربور آيكرز "Arbor Acres"، هاي لاين دبليو 98 "Hy-Line W-36"، هايسكس البيضاء "Haysex White").
في عام 2018 بلغ العدد الكلي لمشاريع الدواجن في العراق 5172 مشروع، قدر عدد المشاريع المنتجة فعلاً 1897 مشروع ( 1769 مشروع تسمين أفراخ و81 مشروع تربية و56 مشروع تفقيس )، وقدرت المشاريع تحت الإنشاء بـ 149مشروع، والمشاريع المتوقفة عن العمل بلغت 3126 مشروع، قدر مجموع تكاليف مشاريع إنتاج دجاج اللحم 210,618,000 ألف دينار عراقي (177,036,333 دولار أمريكي)، في المقابل قدرت ايرادات هذه المشاريع 251,981,000 ألف دينار عراقي (211,804,272 دولار أمريكي). جاءت محافظة بغداد أولاً بعدد مشاريع بلغ 367 مشروع، تلتها محافظة بابل 234، ثم القادسية 211، ثم ديالى 182، والانبار 149 ومن ثم محافظات كربلاء والمثنى وواسط وصلاح الدين والبصرة وذي قار والنجف وكركوك ونينوى وميسان على التوالي. في نفس العام انتج العراق 109,400 طن من دجاج اللحم قدرت قيمته بحوالي 246,166,356 ألف دينار عراقي (206,923,986 دولار أمريكي)، وانتج 855,261,000 بيضة مائدة قدرت قيمتها بحوالي 120,770,272 ألف دينار عراقي (101,508,669 دولار أمريكي)، قدر إنتاج ما نسبته 24.9% من هذا البيض من دجاج التربية المنزلية و75.1% من حقول الدواجن في القطاع الخاص.

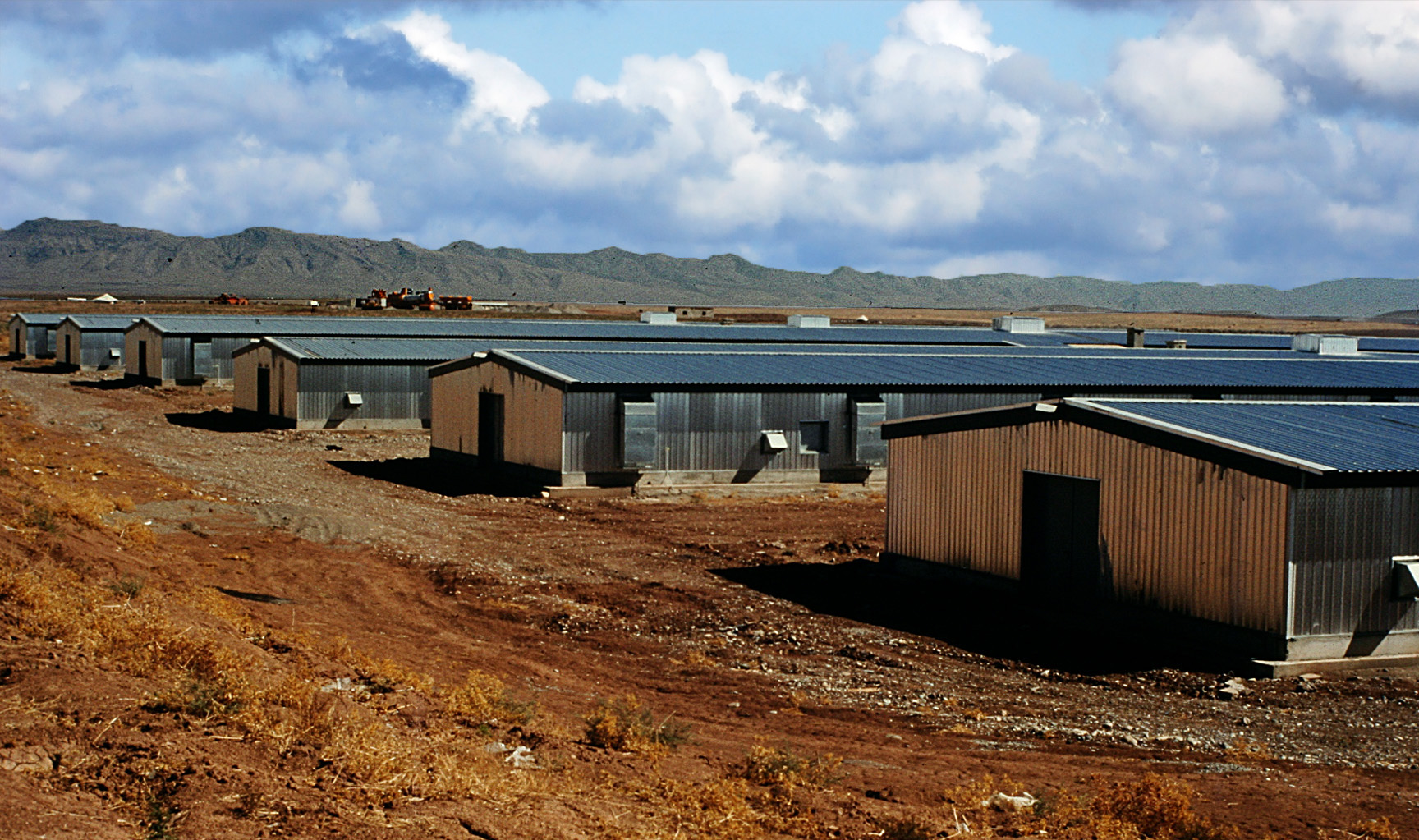
حقول دواجن في شمال العراق.

مع ازدياد الطلب على لحم الدجاج ومنتجاته الأخرى تطورت صناعة الدواجن، وعلى الرغم من ازدياد اعداد المشاريع إلا إنها لا تسد الحاجة المحلية بسبب الطلب المتزايد على لحم الدجاج ومنتجاته الأخرى والناتجة من الزيادة في اعداد السكان وتحسن الوضع المعيشي وانخفاض أسعار لحوم الدجاج مقارنة بأسعار اللحوم الأخرى وسهولة إعداده وتحضيره للأكل وقيمته الغذائية المرتفعة، يأتي هذا العجز نتيجة مجموعة من المشكلات الإنتاجية والمالية والادارية والتسويقية. في مقدمة هذه المشكلات هو الانقطاع المستمر للتيار الكهربائي، وعدم تشغيل الحقول بكامل طاقتها الاستيعابية لاسباب عديدة منها ما يتعلق بمستلزمات الإنتاج أو الامراض أو الوضع الاقتصادي أو بسبب امكانية المربين المالية، ومنافسة الدجاج المستورد وخاصة المجمد بسبب انخفاض اسعاره مقارنة مع اسعار الدجاج المحلي، وارتفاع تكاليف الأعلاف والذي لايمكن معه تحقيق الارباح أو تشغيل الحقول بكامل طاقتها القصوى. لذلك يلجأ البلد إلى الاستيراد لسد الحاجة المحلية، وتختلف كمية الدواجن المستوردة من سنة إلى أخرى بسبب أختلاف العوامل السياسية والاقتصادية والعسكرية.
حسب مركز التجارة الدولي (ITC) فإنه في عام 2018 إستورد العراق 450,379 طن من الدواجن بلغت قيمتها 586,391,000 دولار أمريكي، جاء 53.9% من الاستيرادت من تركيا والتي بلغت 242,970 طن قدرت قيمتها بحوالي 324,015,000 دولار، تلتها البرازيل 102,686 طن (155,555 ألف دولار)، ثم الولايات المتحدة الأمريكية 56,509 طن (38,323 ألف دولار)، ثم أوكرانيا 36,472 طن (39,639 ألف دولار أمريكي)، ثم الإمارات العربية المتحدة 3,761 طن (5,257 ألف دولار)، ثم الأردن 3,657 طن (5,655 ألف دولار)، ثم الكويت 1,850 طن (14,426 ألف طن)، ثم إيران 1,782 طن (2,446 ألف دولار)، وبنسبة اقل بولندا والصين والسعودية وهولندا والمجر وروسيا وماليزيا والبحرين. في نفس العام أستورد العراق ما يقارب 331,728 طن من البيض بلغت قيمته حوالي 396,209,000 دولار أمريكي، جاءت 77% من الصادرات من تركيا والتي بلغت 289,957 طن قدرت قيمتها بحوالي 306,045,000 دولار، تلتها أوكرانيا 20,639 طن (17,891 ألف دولار)، ثم بلجيكا 9,020 طن (39,403 ألف دولار)، وملدوفا 3,085 طن (2,660 ألف دولار)، وبنسبة أقل البرتغال وبلغاريا والمجر وبولندا وهولندا والكويت والتشيك وإيران وإيطاليا وأذربيجان ورومانيا والمانيا وروسيا البيضاء وسلوفاكيا وإسبانيا.
| السنة                          | 2011      | 2012      | 2013      | 2014    | 2015    | 2016    | 2017    | 2018    |
| ------------------------------ | --------- | --------- | --------- | ------- | ------- | ------- | ------- | ------- |
| مشاريع دجاج اللحم المنتجة فعلاً | 1884      | 2106      | 2091      | 1681    | 1641    | 1643    | 1663    | 1769    |
| دجاج اللحم الحي (طن)           | 87,200    | 89,800    | 74,700    | 70,200  | 86,400  | 87,000  | 96,100  | 109,400 |
| بيض المائدة (1000 بيضة)        | 1,018,834 | 1,104,204 | 1,149,582 | 373,732 | 564,546 | 710,755 | 729,854 | 855,261 |

## طالع أيضًا
- تأثير الغزو الأمريكي على الزراعة العراقية: الأمر العسكري 81